# Argolepida rivulosa
Argolepida rivulosa är en tvåvingeart som först beskrevs av Krober 1928.  Argolepida rivulosa ingår i släktet Argolepida och familjen stilettflugor. Inga underarter finns listade.